# 적색청년전위대
적색청년전위대(러시아어: Авангард красной молодёжи 아반가르드 그라스노이 몰로디오지[*])는 러시아의 급진적 사회주의 청년단체다. 약칭이 AKM(러시아어: АКМ)인데, 개량형 칼라시니코프 자동소총의 역두문자어다.
이념적으로 마르크스-레닌주의를 지향하며, 극좌정당들의 통일전선체인 좌파전선에 참여하고 있다. 비공식적 지도자인 세르게이 우달초프는 블라디미르 푸틴 정권에 대한 반정부 투쟁을 해서 여러 번 체포당했다.

## 같이 보기
- 러시아 연방 공산당